# Anwartschaftsrecht
Das Anwartschaftsrecht ist im deutschen Sachenrecht eine gesicherte Rechtsposition, vergleichbar zum Vollrecht Eigentum, mit der Einschränkung aber, dass es nur dessen „wesensgleiches Minus“ minus darstellt. Es entsteht bei mehraktigen Erwerbstatbeständen, wenn der Erwerber bereits so viele Einzelakte erfüllt hat, dass der Eigentumserwerb durch einseitige Erklärung des Veräußerers nicht mehr verhindert werden kann. Aufgrund seiner Ähnlichkeit zum Eigentum, dessen (unmittelbare) Vorstufe es darstellt, wird es nach den Regeln des Vollrechts als absolutes, dingliches Recht behandelt. Das bedeutet auch, dass das Anwartschaftsrecht ein Recht zum Besitz gemäß § § 986 BGB verleiht und sonstiges Recht im Sinne des § § 823 Absatz 1 BGB ist.
Im BGB ist das Anwartschaftsrecht nicht ausdrücklich geregelt. Aufgrund der abschließenden Aufzählung der dinglichen Rechte im deutschen Sachenrecht, wird es als subjektives Recht mit „dinglicher Wirkung“ behandelt.
Anwartschaftsrechte spielen im (Im-)Mobiliarsachenrecht und im Erbrecht eine Rolle. Ein klassisches Beispiel des Wirtschaftsverkehrs ist die Übereignung unter Eigentumsvorbehalt (§ 929 S. 1, § 158 Abs. 1 BGB). Der Vorbehaltskäufer, der an der Sache regelmäßig sofort den unmittelbaren Besitz eingeräumt erhält, erlangt keine bloße Erwerbsaussicht, denn er kann den Kaufpreis jederzeit vollständig bezahlen und wird damit Eigentümer. Bei Ratenzahlungen erstarkt das Anwartschaftsrecht sukzessive zum Vollrecht.

## Begriffsbestimmung
Ausgangspunkt ist die Anwartschaft. Anwartschaften sind ungesicherte rechtliche Positionen in Form bloßer „Aussichten“, wie etwa beim Versorgungsausgleich nach §§ 1587 ff. BGB. Zivilrechtlich bedeutet Anwartschaft die tatsächliche Inausssichtstellung eines künftigen Rechtserwerb.
Anders beim Anwartschaftsrecht. Hier ist der Erwerb eines Rechts an einer Sache eingeleitet, nicht aber vollendet. Der Erwerber verfügt über kein Vollrecht an der Sache, hat aber eine derart hohe Rechtsposition bereits inne, dass diese im Rechtsverkehr wie ein Vollrecht geschützt werden kann. Innerhalb der umschlossenen Zeitspanne ist der Punkt zu suchen, ab welchem die Erwerberposition den an das Vollrecht angelehnten Schutz verdient. Es ist ein subjektives Erwerbsrecht, wobei es selbst noch kein gegen jedermann wirkendes dingliches Recht an der zum Erwerb stehenden Sache darstellt.
Nach Rechtsprechung des BGH entsteht das Anwartschaftsrecht, wenn von dem mehraktigen Entstehungstatbestand eines Rechts „schon so viele Erfordernisse erfüllt sind, dass der Veräußerer die Rechtsposition des Erwerbers nicht mehr durch eine einseitige Erklärung zerstören kann“. Geringfügig abgeschwächter formuliert der BGH an anderer Stelle, dass Charakteristika des Anwartschaftsrechts eine erlangte Rechtsposition des Erwerbers sei, aufgrund derer eine Beeinträchtigung dieses Status nach normalem Verlauf der Dinge ausgeschlossen sei. Bereits 1958 bejahte der BGH die Existenz eines Anwartschaftsrechts beim Fruchterwerb.
Das Schrifttum formuliert bisweilen so, dass der Erwerb des Vollrechts nur noch vom Erwerber selbst abhängen dürfe. Aus diesem Grund wird das Anwartschaftsrecht in der Rechtslehre als wesensgleiches Minus zum Vollrecht erachtet. Vollrechte selbst, wie das Eigentum, verleihen dem Rechtsinhaber umfassende rechtliche Macht, mit einer Sache nach freiem Belieben zu verfahren (vergleiche § 903 BGB). Eigentum ist daher umfassendes Herrschaftsrecht an einer Sache.

## Verkehrsbedürfnis
Das Verkehrsbedürfnis des Anwartschaftsrechts ist heute anerkannt. Eine allgemein anerkannte Definition des Begriffs hat sich nicht etabliert, weshalb für die Frage des Absolutheitsanspruchs der Dinglichkeit allein Kennzeichnungen sinnvoll sind wie „Erwerbsposition mit erhöhter Bestandskraft“ oder „gesicherte Erwerbsposition“. Der Bedarf für das Rechtsinstitut leitet sich aus dem Wirtschaftsverkehr ab, welcher regelmäßig unter Kapitalknappheit leidet. Da bloße Erwerbspositionen ohne das Institut nicht handelbar sind, musste ihre Marktgängigkeit erst geschaffen werden. Heute entfalten Anwartschaftsrechte eine hohe Eigendynamik.
Da das Anwartschaftsrecht als Vorstufe zum eigentumsrechtlichen Vollrecht anerkannt wurde, musste dafür Sorge getragen werden, dass Übertragungsvorgänge, insbesondere beim Erwerb vom Nichtberechtigten, wo ein grundsätzliches Übertragungsproblem wegen der Möglichkeit von Bösgläubigkeit besteht, ebenso bei der Pfändung, die Pfändungsprobleme aufweisen kann und beim deliktischen Schutz (Schutzproblem) funktionabel gestaltet werden, was durch die Similarität zum dinglichen Recht erreicht wurde.

## Entstehung des Anwartschaftsrechts
Neben dem in der Artikeleinleitung bereits beschriebenen – und in der Praxis häufig auftretenden – Kauf unter Eigentumsvorbehalt, findet das Anwartschaftsrecht – eher selten – Anwendung bei der Sicherungsübereignung gemäß § 929 Satz 1, § 930 BGB. Durch das gemäß § 930 BGB vereinbarte Besitzkonstitut, bleibt der Sicherungsgeber im Besitz der Sache (Übergabesurrogat) und vereinbart gemäß § 158 Absatz 2 BGB den Rückfall des Eigentums an sich im Wege einer auflösenden Bedingung. Bis zum Bedingungseintritt hat er ein Anwartschaftsrecht inne. Wesentlich häufiger werden in der Praxis lediglich schuldrechtliche Rückgewähransprüche (insbesondere im Kreditgeschäft mit den Banken) vereinbart, die bloße schuldrechtliche Ansprüche sind und keine Anwartschaftsrechte auslösen.
Beim Grundstückserwerb kann für den Käufer ein Anwartschaftsrecht entstehen, wenn die Auflassungserklärung formgültig abgegeben wurde und gemäß § 873 Absatz 2 BGB Bindungswirkung eingetreten ist. Gemäß § 13 GBO muss den Antrag auf Eintragung der Auflassungsempfänger gestellt haben, will er hinreichend abgesichert sein, denn der Verkäufer könnte einen eigenen Antrag jederzeit zurücknehmen, sodass die Rechtsposition unter diesen Bedingungen kaum als Anwartschaftsrecht bezeichnet werden könnte. Ähnliches gilt für die Eintragung von Auflassungsvormerkungen (§ 17 GBO). Der Erwerber ist dabei vor anderweitigen Verfügungen (§ 883 Abs. 2, § 888 BGB) geschützt.
Im Grundstücksverkehr sind Anwartschaftsrechte auch bei Eintragung von Hypotheken denkbar, §§ 873 Abs. 1, § 1115 Abs. 1, (§ 1116 Abs. 2) BGB. Solange die gesicherte Forderung noch nicht entstanden ist, liegt ein Fall der vorläufigen Nichtvalutierung vor. Es entsteht ein Anwartschaftsrecht, denn der Erwerb der Hypothek ist nur noch davon abhängig, dass  das Darlehen an den Schuldner ausgezahlt wird und die Forderung somit entsteht (alleinige Einflusssphäre des Hypothekengläubigers). Bei einer Briefhypothek muss dem Gläubiger der Brief erteilt worden sein.
Im Erbrecht finden Anwartschaftsrechte bei der Nacherberegelung des § 2108 Abs. 2 Satz 1 BGB Anwendung. Mit dem Erbfall erwirbt der Nacherbe – sofern zunächst ein Vorerbe eintritt – ein Anwartschaftsrecht. Die Vorschrift regelt zugleich den Übergang des Anwartschaftsrechts auf den Abkömmling des Nacherben, sofern der Nacherbe nach Eintritt des Erbfalls, aber vor Eintritt des Falls der Nacherbfolge verstirbt. Der künftige Erbe hat vor dem Erbfall kein Anwartschaftsrecht, da der Erblasser die Erbfolge zu seinen Lebzeiten noch beeinflussen kann.

## Wirkungen des Anwartschaftsrechts
Aufgrund des in der deutschen Zivilrechtsordnung geltenden Abstraktionsprinzips, ist das Anwartschaftsrecht grundsätzlich losgelöst vom schuldrechtlichen Vertrag zu behandeln. Dadurch erst kann Eigentum unabhängig vom Kaufvertrag analog §§ 929 ff. BGB übertragen werden. Aufgrund der Zielrichtung des Anwartschaftsrechts – es soll zum Vollrecht erstarken – resultiert gleichzeitig eine Art Quasiakzessorietät, die nicht die Forderungsabhängigkeit wie die Hypothek beschreibt, aber die Möglichkeit des Bedingungseintritts fordert. Tritt beispielsweise der Vorbehaltsverkäufer vom Kaufvertrag zurück, so wird die Bedingung der vollständigen Kaufpreiszahlung nicht mehr eintreten können, das Anwartschaftsrecht entfällt und kann nicht mehr zum Vollrecht erstarken.

## Schutz des Anwartschaftsrechts

### Unwirksamkeit von Zwischenverfügungen
Beim Eigentumsvorbehalt ist der Käufer durch die § 161, § 162 BGB vor Zwischenverfügungen des Verkäufers bis zum Bedingungseintritt geschützt. Bedingungseintritt ist regelmäßig die vollständige Kaufpreiszahlung. Die unmittelbare Folge der vollen Kaufpreiszahlung ist der Eigentumserwerb des Käufers. Die Zwischenverfügungen werden dann ex nunc unwirksam.
Beispiel
Der Fahrradhändler V verkauft dem Käufer K ein Fahrrad unter Eigentumsvorbehalt. Nach der Übergabe des Fahrrades bezahlt K die Hälfte des Kaufpreises an V. Nach ein paar Tagen verkauft V das Fahrrad, welches er bereits an K verkauft hat, an den D und übereignet es unbedingt nach § 931 BGB, indem er seinen Herausgabeanspruch gegen K an D abtritt. D ist nun vorübergehend Eigentümer des Fahrrades, welches jedoch mit dem Anwartschaftsrecht des K belastet ist. Zahlt K nun den Restkaufpreis an V, so wird K Eigentümer des Fahrrades und D verliert sein Eigentum daran, da die volle Kaufpreiszahlung des K den Bedingungseintritt herbeiführt. Dieses Ergebnis wird nach ganz herrschender Meinung durch die entsprechende Anwendung des § 936 Abs. 3 BGB ermöglicht.
D könnte nur lastenfreies Eigentum erwerben, wenn K das Fahrrad zu Reparaturzwecken dem V übergeben hätte, und V im Anschluss das Fahrrad an D nach § 929 BGB (durch Einigung und Übergabe) übereignet hätte. In diesem Fall kann D gutgläubig lastenfreies Eigentum erwerben und das Anwartschaftsrecht des K erlischt, vgl. § 161 Abs. 3 BGB. Bei § 161 Abs. 3 BGB ist weiterhin umstritten, wie die Verweisung auf die „Vorschriften zugunsten derjenigen, welche Rechte von einem Nichtberechtigten herleiten“ zu verstehen ist. Eine Ansicht wendet die §§ 932 ff. BGB auf die Zwischenverfügung an. Eine andere Ansicht sieht in dem Anwartschaftsrecht, das „Recht eines Dritten“ im Sinne des § 936 Abs. 1 S. 1 BGB. Der Streit bedarf regelmäßig keiner Entscheidung, da die erste Ansicht auch § § 936 Abs. 3 BGB jedenfalls entsprechend bzw. analog anwendet und beide Ansichten zu demselben Ergebnis kommen.
Bei Grundstücksübertragungen genießt auch der Auflassungsempfänger Schutz. Dieser richtet sich gegen einen Widerruf im Sinne von § 873 Absatz 2, § 925 BGB (notarielle Beurkundung) sowie Verfügungsbeschränkungen. Sobald die Eintragung ins Grundbuch beantragt ist, schaden laut Anordnung des § 878 BGB, nachträglich beim Verkäufer eintretende Verfügungsbeschränkungen nicht mehr. Gegen Zwischenverfügungen verhilft dem Erwerber § 17 GBO mit seinem Prinzip der Rangfolgenbeachtung des Eingangs der Anträge zum Erfolg. Da dieser rein formelle Schutz versagen kann, genießt der Auflassungsempfänger vor Eintragung ins Grundbuch ein verhältnismäßig schwaches Anwartschaftsrecht. Weit effektiver als die formelle Schutznorm des § 17 GBO ist daher die Vereinbarung einer Auflassungsvormerkung nach § 883, § 888 BGB. Nach Rechtsprechung des OLG Hamm genösse ein vormerkungsgesicherter Auflassungsgläubiger ein Anwartschaftsrecht selbst dann, wenn ein Eintragungsantrag fehlte.

### Recht zum Besitz und Besitzschutz
Das Anwartschaftsrecht begründet nach einer Mindermeinung bereits ein dingliches Recht zum Besitz, das mit Wirkung gegenüber jedermann im Sinne des § 986 BGB ausgestattet sei. Die herrschende Meinung lehnt dies jedoch ab, da das Anwartschaftsrecht als bloße Vorstufe zum Vollrechtserwerb nur den Eigentumserwerb schützen soll. Ein solcher Schutz sei aber auch dann möglich, wenn der Anwartschaftsberechtigte gar nicht Besitzer sei. Auch könne nach der herrschenden Meinung dem Herausgabeverlangen der sog. dolo-agit-Einwand gemäß § 242 BGB entgegenstehen. Meist kommen beide Ansichten zu demselben Ergebnis. Im Falle des Eigentumsvorbehaltskaufs ist die Annahme eines dinglichen Rechts zum Besitz aufgrund eines Anwartschaftsrechts zudem regelmäßig ohnehin entbehrlich, da bereits der Kaufvertrag ein Recht zum Besitz der Sache im Sinne des § 986 BGB begründet. Der Verkäufer ist nämlich gemäß § 433 Abs. 1 BGB verpflichtet, dem Käufer den unmittelbaren Besitz an der Kaufsache zu verschaffen. Solange also der Kaufvertrag wirksam ist und fortbesteht, hat der Vorbehaltskäufer ein obligatorisches Besitzrecht aus dem Kaufvertrag; obligatorisch deshalb, weil es aus einem schuldrechtlichen Vertrag stammt. Solche Rechte können gemäß § 986 Abs. 2 BGB ein Recht zum Besitz begründen.
Dem Anwartschaftsberechtigten stehen bei Besitzvorenthaltungen als früherer Besitzer die Ansprüche aus § 861 BGB und § 1007 BGB zu. Im Verhältnis des Anwartschaftsberechtigten zu einem Dritten wird nach ganz herrschender Meinung auch die analoge Anwendung des § 985 BGB bejaht. Der Eigentümer der Sache kann bis zum Eintritt der Bedingung ebenfalls alle sachenrechtlichen Ansprüche geltend machen. Allerdings werden diese jeweils durch § 986 Abs. 1 S. 2 BGB, § 869 S. 2 BGB und § 1007 Abs. 3 S. 2 i. V. m. § 986 Abs. 1 S. 2 BGB dahingehend eingeschränkt, dass der bisherige Eigentümer nur die Herausgabe an den Anwartschaftsberechtigten verlangen kann.

### Vereitelung des Bedingungseintritts
Schutz vor treuwidriger Vereitelung eines Bedingungseintritts wird in aller Regel durch § 162 Absatz 1 BGB gewährleistet, denn danach gilt der Bedingungseintritt als eingetreten, wenn der Verkäufer ihn wider Treu und Glauben verhindert. Da die Bedingung lediglich in der Erfüllung einer Verpflichtung besteht, ist die Vorschrift aber eher unanwendbar. Der Vorbehaltsverkäufer gerät bei Ablehnung der Annahme der letzten Kaufpreisrate jedoch in Annahmeverzug. Hierzu bestehen wiederum Sonderregelungen über die §§ 372, § 378 BGB, denn der Käufer kann den Bedingungseintritt dadurch herbeiführen, dass er den Restkaufpreis hinterlegt. Durch den fingierten Bedingungseintritt erlangt der Vorbehaltskäufer Eigentum an der Sache.
Darüber hinaus kann der Inhaber eines Anwartschaftsrechts auch Besitzschutzansprüche aus den §§ 858 ff. BGB sowie § 1007 BGB geltend machen. Diese Ansprüche richten sich auf Wiederherstellung des Besitzes beziehungsweise Beseitigung der Besitzstörung. Nach herrschender Meinung sind daneben die § 985, § 1004 BGB analog anwendbar.

### Schutz in der Insolvenz
Mit der Eröffnung des Insolvenzverfahrens über das Vermögen des Insolvenzschuldners werden alle Verträge, die vor der Eröffnung des Verfahrens geschlossen wurden umgestaltet. An die Stelle der gegenseitigen Ansprüche auf Erfüllung tritt ein (einseitiger) Anspruch der anderen Vertragspartei auf Schadensersatz wegen Nichterfüllung. Der Insolvenzverwalter hat gemäß § 103 Abs. 1 Insolvenzordnung (InsO) das Recht, die Erfüllung zu verlangen. Gemäß § 107 Abs. 1 S. 1 InsO kann der besitzende Käufer einer Sache, welche unter Eigentumsvorbehalt verkauft wurde, ebenso die Erfüllung verlangen.

### Schutz gegen Gläubiger des Verkäufers
Problematisch kann die Verhinderung des Bedingungseintritts sein, wenn Gläubiger des Vorbehaltsverkäufers in die sich beim Käufer befindliche Sache vollstrecken wollen. Übt der Käufer den Gewahrsam über die Sache aus, genießt er als „nicht zur Herausgabe bereiter Dritter“ im Sinne des § 809 ZPO Schutz. Hat er sie aber aus der Hand gegeben, weil er beispielsweise eine Reparatur an ihr beim Vorbehaltsverkäufer ausführen lässt, versagt der Schutz und die Frage stellt sich, ob die Drittwiderspruchsklage nach § 771 ZPO Anwendung findet. Dies bejaht der BGH, weil der Gerichtsvollzieher Eigentum nicht rechtsgeschäftlich (gesetzliches Erfordernis: „die Veräußerung hinderndes Recht“), sondern kraft Hoheitsaktes übertrage. Im Gegensatz zum BGH erkennt ein Teil des Schrifttums in staatlichen Hoheitsakten eine unschädliche Verfügung des § 161 Absatz 1 Satz 2 BGB mit der Folge, dass die Drittwiderspruchsklage des ersten Erwerbers scheitert und dessen Anwartschaftsrecht wegen unbedingter Eigentumsübertragung an den zweiten Erwerber untergeht.

### Deliktischer Schutz
Nach überwiegender Ansicht in Rechtsprechung und Lehre ist das Anwartschaftsrecht als sonstiges Recht im Sinne des § 823 Abs. 1 BGB anerkannt. Dem Geschädigten steht nach Ansicht des BGH der Wert der Sache unter Abzug des noch dem Verkäufer geschuldeten Restkaufpreises zu.
Wer das Markenanwartschaftsrecht verletzt, schuldet zwar keinen Schadensersatz; der Berechtigte ist jedoch zu entschädigen. Die h. M. verneint demgegenüber jegliche Ansprüche.

## Übertragung
Deutlich wird die Eigenart des Anwartschaftsrechts als „wesensgleiches Minus zum Eigentum“ bei Übertragungsvorgängen, die analog zur Übertragung des Eigentums an beweglichen Sachen gemäß §§ 929 ff. BGB bzw. an unbeweglichen Sachen gemäß §§ 873, 925 BGB – ohne Eintragung ins Grundbuch – verlaufen. Es liegt zwar nahe, dass Anwartschaftsrechte wie „andere Rechte“ gemäß § 413 BGB betrachtet werden, was bei Forderungsübertragungen die §§ 398 ff. BGB auf den Plan ruft. Nach allgemeiner Auffassung steht dem allerdings das sachenrechtliche Publizitätsprinzip entgegen. Ein Eigentumserwerb kann aber nicht ohne einen Publizitätsakt vollzogen werden. Folgende Unterscheidungen werden getroffen:

### Erwerb vom Berechtigten
Das Anwartschaftsrecht wird originär entsprechend den § 929 ff. BGB wie das Vollrecht (Eigentum) durch Einigung und Übergabe der Sache übertragen. Die Übergabe kann durch Besitzkonstitut entsprechend der § 930, § 931 BGB ersetzt werden. Kraft obligatorischen Rechtsverhältnisses erlangt der Berechtigte hierbei lediglich mittelbaren Besitz.
Einhelliger Auffassung entspricht auch, dass der Vorbehaltskäufer seine Anwartschaft auf einen Dritten übertragen kann, dies auch ohne Zustimmung des Vorbehaltsverkäufers. Bloße Einigung nach § 413, § 398 BGB genügt hierfür allerdings nicht, da entgegen dem Publizitätsprinzip auch der Erwerb des Eigentums vermittelt würde, ohne dass der Erwerber irgendeine Art des Besitzes erhielte. Daher wird grundsätzlich die Form der §§ 929 ff. BGB für die Übereignung gefordert. Der Veräußerer des Anwartschaftsrechts darf dem Erwerber den Vollrechtserwerb außerdem nicht erschweren.
Sehr problematisch sind in der Praxis zudem die Fälle, in denen die Sache nach § 930 BGB zur Sicherheit übertragen wird, ohne dem Erwerber mitzuteilen, dass der Veräußerer lediglich ein Anwartschaftsrecht an der Sache hat. Durch die sogenannte ergänzende Vertragsauslegung oder durch Umdeutung kommt man dann häufig zu dem Ergebnis, dass der Erwerber wenigstens das Anwartschaftsrecht erworben hat.

### Erwerb vom Nichtberechtigten
Umstritten ist, ob ein Nichtberechtigter ein Anwartschaftsrecht an einen Dritten übertragen kann. Nach herrschender Meinung ist der gutgläubige Erwerb eines bestehenden Anwartschaftsrechts vom Nichtberechtigten analog den §§ 932 ff. BGB möglich. Angeführt wird für den gutgläubigen Zweiterwerb, dass das Anwartschaftsrecht andernfalls nur schwer marktfähig wäre. Andernfalls müsste der Erwerber stets mit dem Risiko leben, dass das Anwartschaftsrecht in Wahrheit nicht dem Veräußerer gehört. Da der Gesetzgeber dieses Problem beim Eigentum durch den gutgläubigen Erwerb zugunsten des Verkehrsschutzes aufgelöst habe, müssen diese Regelungen auf das rechtlich dem Eigentum nahestehende Anwartschaftsrecht analog anwendbar sein. Dagegen wiederum wird eingewandt, dass der Rechtsschein des Eigentums bereits dadurch zerstört sei, dass der Besitzer eingesteht, nur ein Anwartschaftsrecht innezuhaben. Daher könne er nicht gutgläubig im Sinne von § 932 Absatz 2 BGB sein. Nicht möglich ist der gutgläubige Erwerb dagegen, wenn das Anwartschaftsrecht überhaupt nicht existiert.
Einigkeit besteht hingegen für den Fall, dass das zu übertragene Anwartschaftsrecht nicht existiert: In diesem Fall ist ein gutgläubiger Erwerb ausgeschlossen, da dieser lediglich dazu dient, die fehlende Verfügungsberechtigung des Veräußerers zu überwinden. Der Gesetzgeber bezweckte jedoch nicht, das Bestehen einer zu erwerbenden Rechtsposition zu fingieren.

## Pfändung

### Die Pfändung der Anwartschaft an beweglichen Sachen
Die Pfändung von Eigentum wird durch Sachpfändung erfasst. Aber auch das Anwartschaftsrecht kann gepfändet werden. Dies ist beispielsweise dann notwendig, wenn Gläubiger auf Sachen zugreifen wollen, die zwar größtenteils abbezahlt sind, aber wegen eines Eigentumsvorbehalts noch im Eigentum des Verkäufers stehen. Umstritten ist jedoch, wie die Pfändung durchzuführen ist. Dazu werden drei Ansichten vertreten:

#### Theorie der reinen Sachpfändung
Nach der Theorie der reinen Sachpfändung wird mit Pfändung der Sache nach den §§ 808 f. ZPO auch gleichzeitig das Anwartschaftsrecht an ihr gepfändet. Der Eigentümer (Vorbehaltsverkäufer) verliert dabei die Möglichkeit des Widerspruchs mittels der Drittwiderspruchsklage (§ 771 ZPO). Stattdessen sei er gemäß § 805 ZPO lediglich auf die Restkaufpreiszahlung verwiesen, die er im Wege der vorzugsweise Befriedigung aus dem Versteigerungserlös verlangen könne. Gegen diese Auffassung wird eingewendet, dass dem Vorbehaltsverkäufer völlig in unzumutbarer Weise nicht nur die Drittwiderspruchsklage genommen würde, sondern auch die Verwertung der Sache selbst.

#### Theorie der reinen Rechtspfändung
Die Theorie der reinen Rechtspfändung lässt die Rechtspfändung gemäß § 857 Absatz 1 ZPO genügen. Das so begründete Pfandrecht setzt sich gemäß § 1287 BGB, § 847 ZPO nach Bedingungseintritt an der Sache fort, sogenannte dingliche Surrogation. Für die Pfändung der Rechtsposition des Auflassungsempfängers vor Eintragung in das Grundbuch hat der BGH allerdings inzwischen den Weg über § 857 Absatz 1 ZPO anerkannt.

#### Theorie der Doppelpfändung (herrschende Meinung)
Der BGH und die herrschende Meinung befürworten die Doppelpfändung als Lösungsweg. Die Pfändung geschieht nach § 857 ZPO i. V. m. § 829 ZPO. Es wird also zunächst das Anwartschaftsrecht als Recht durch die Rechtspfändung erfasst. Da sich bei Bedingungseintritt das Pfandrecht nicht am Eigentum fortsetzt, wird zusätzlich die Sache selbst gepfändet, die im Anschluss an die Rechtspfändung wirksam wird. Durch die zusätzliche Sachpfändung wird bei vollständiger Zahlung des Kaufpreises das bisherige Pfandrecht am Anwartschaftsrecht in ein Pfandrecht an der Sache verwandelt. Durch die Voraussetzung des Bedingungseintritts wird erst vermieden, dass der Vorbehaltsverkäufer durch die Pfändung belastet wird. Dieter Medicus erblickt in dieser Rechtsmethodik eine Komplizierung der Rechtsvorgänge, da sie im Ergebnis lediglich einer übertriebenen Beachtung des Publizitätsprinzips geschuldet sei.

### Die Anwartschaft im Haftungsverband
Intensiv diskutiert wurde in Schrifttum und Rechtsprechung die Erstreckungswirkung der Zwangsvollstreckung aus einem Grundpfandrecht auf Zubehör, das zunächst anwartschaftsweise in das Eigentum des Grundstückseigentümers gelangt ist und dieses Anwartschaftsrecht zwischenzeitlich, zur Besicherung eines Darlehens, vom Grundstückseigentümer an den Darlehensgeber sicherungsübereignet wurde.
Zur Nachvollziehbarkeit dieser Fall: Ein Hotelbetreiber kauft unter Eigentumsvorbehalt Betten für seinen Betrieb und bringt sie auf seinem von einer Hypothek belasteten Grundstück ein. Da er ein weiteres Darlehen benötigt, überträgt er die erworbene Anwartschaft gemäß § 930 auf den Darlehensgeber und bezahlt mit dem Geld die Restkaufpreisforderung an den Vorbehaltsverkäufer. Nunmehr betreibt der Hypothekar, der aussichtslos offene Forderungen gegen den Hotelbetreiber hat, die Zwangsvollstreckung in das Grundstück. Der nur mittelbar besitzende Darlehensgeber verlangt daraufhin die Freigabe der an ihn übereigneten Betten. Nun stellt sich die Frage, ob das Sicherungseigentum des Darlehensgebers (die Betten im Hotel) von der hypothekarischen Haftung erfasst wird, wenn es Zubehör im Sinne der §§ 37 Nr. 5 ZVG, 1120 BGB geworden und geblieben ist. Das Reichsgericht warf bereits in einem derartigen Sachzusammenhang die Frage auf, ob Direkt- oder Durchgangserwerb vorliegt und kam zu dem Ergebnis, dass ein Direkterwerb vom eingeholten Einverständnis des Veräußerers beim Vorbehaltsverkäufer abhängig zu machen sei. Der BGH kommt im dargelegten Streitfall zum gleichen Ergebnis (Direkterwerb), verzichtet jedoch darauf, die Voraussetzung des Einverständnisses des Vorbehaltsverkäufers zu fordern. Die Relevanz liegt in den unterschiedlichen Konsequenzen: Bei einem Durchgangserwerb wären die Betten für einen Augenblick in das Eigentum des Hotelbetreibers gefallen und sodann unlösbar in den Haftungsverband der Versteigerung. Der Sicherungseigentümer hätte kein „der Versteigerung entgegenstehendes Recht“ und könnte Herausgabe nach § 985 BGB nicht verlangen, vielmehr erwürbe der Erwerber kraft Zuschlags nach §§ 90 Absatz 2, § 55 Absatz 1, 20 Absatz 2 ZVG, § 1120, § 97 Absatz 2 BGB Eigentum an den Betten. Beim von der Rechtsprechung bevorzugten Direkterwerb hingegen erhält der Darlehensgeber und Sicherungsgläubiger, Eigentum und darf herausverlangen.

## Untergang des Anwartschaftsrechts
Das Anwartschaftsrecht kann in folgenden Fällen erlöschen:
- Das Anwartschaftsrecht erstarkt durch Bedingungseintritt zum Vollrecht
- Ein Dritter erwirbt lastenfreies Eigentum
- Der Bedingungseintritt ist nicht mehr möglich (z. B., weil die Erfüllung der Kaufpreisforderung infolge einer Rückabwicklung des Kaufvertrages [Rücktritt, Anfechtung usw.] unmöglich ist)
- Das Anwartschaftsrecht wird einverständlich aufgehoben oder der Anwartschaftsberechtigte verzichtet auf das Anwartschaftsrecht